# كونيغسبرون
كونيغزبرون (بالألمانية: Königsbrunn) هي بلدة ألمانية تقع في ألمانيا في آوغسبورغ.[بحاجة لمصدر]

## المدن التوأمة
مدن وRab وRab هي مدن توأمة لـكونيغزبرون.